# Rother (dystrykt)

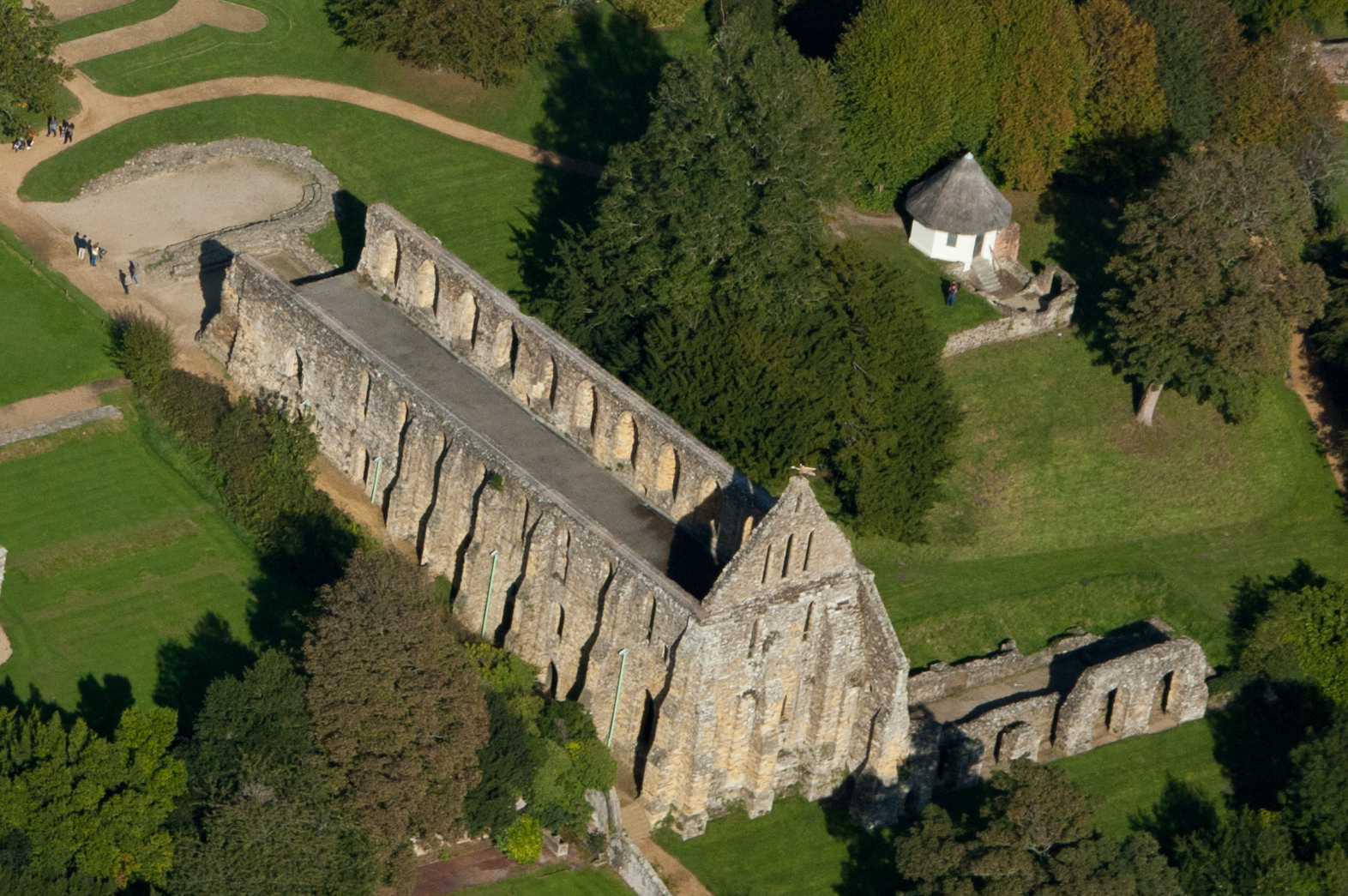
Ruiny Battle Abbey

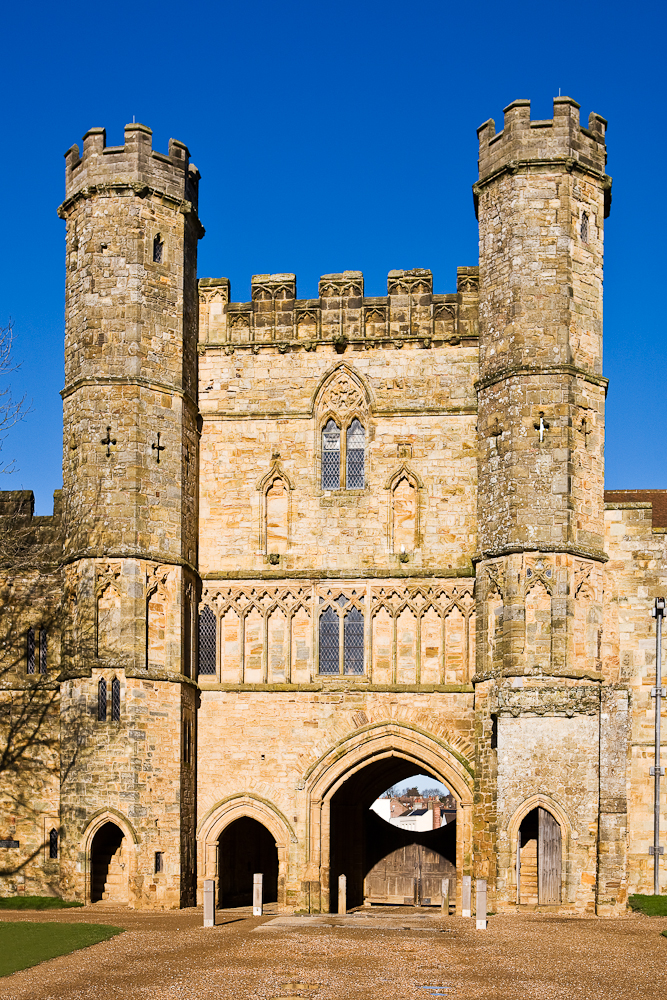
Battle Abbey Gate House

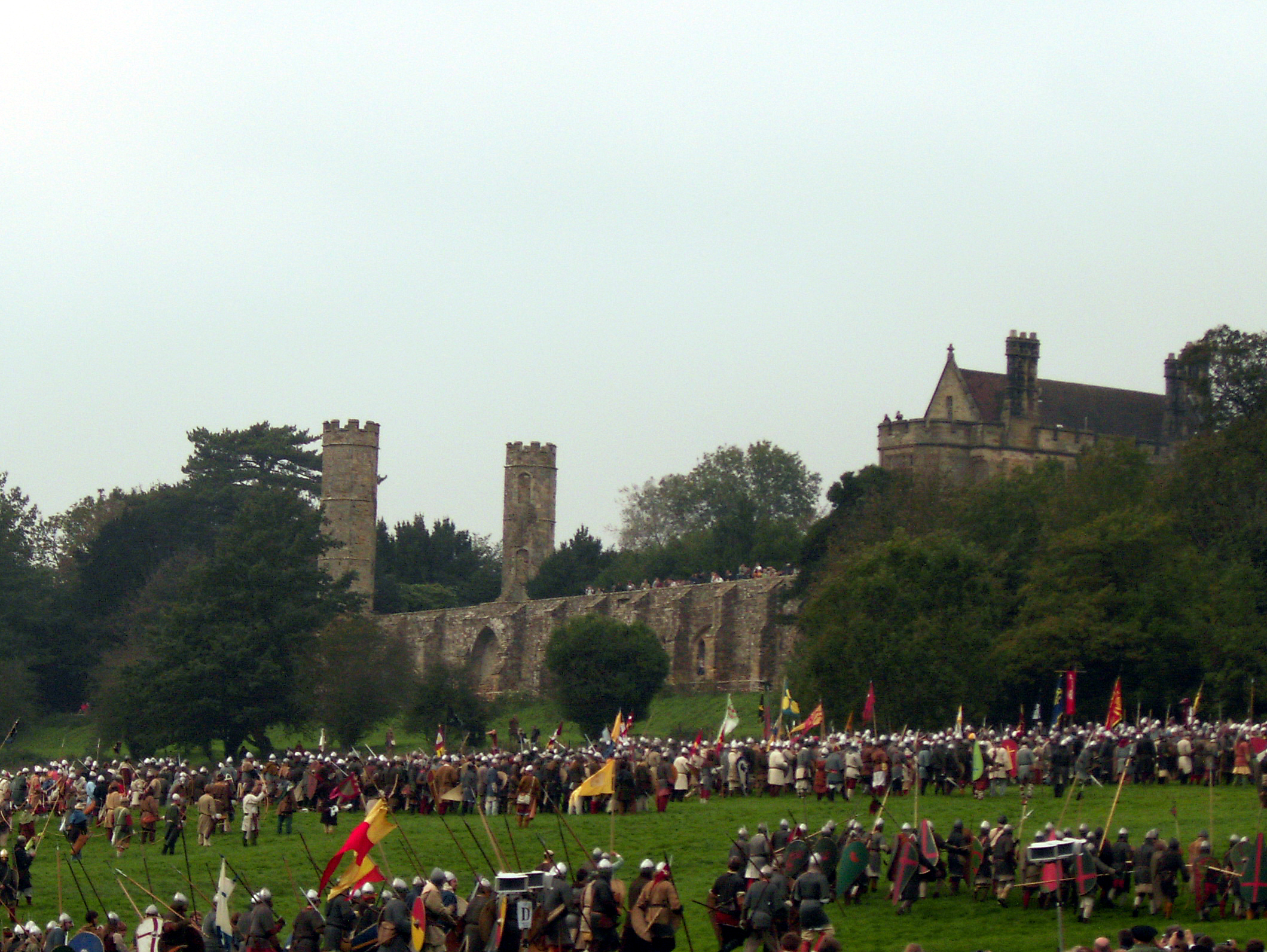
Inscenizacja bitwy pod Hastings

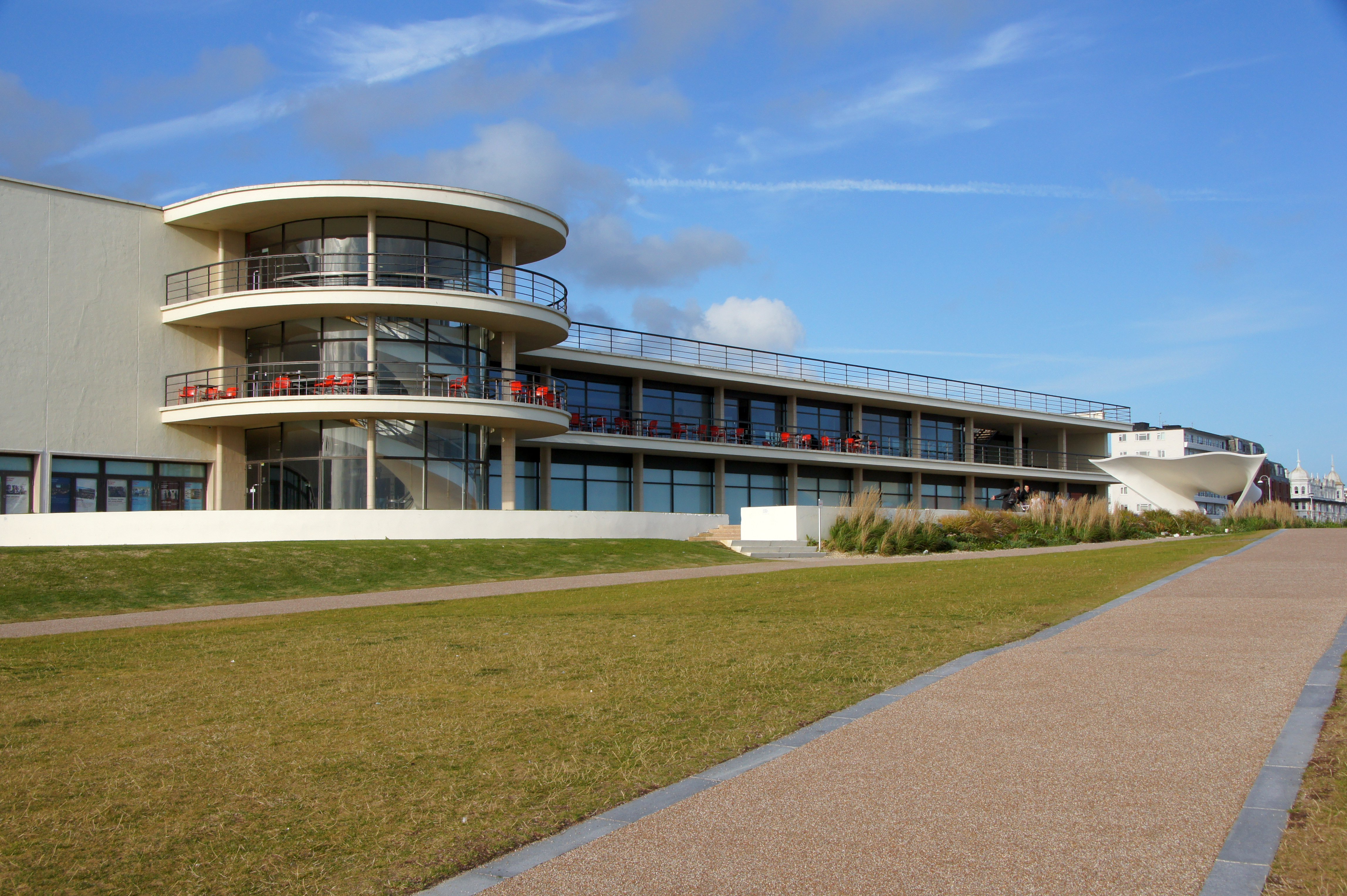
De La Warr Pavilion

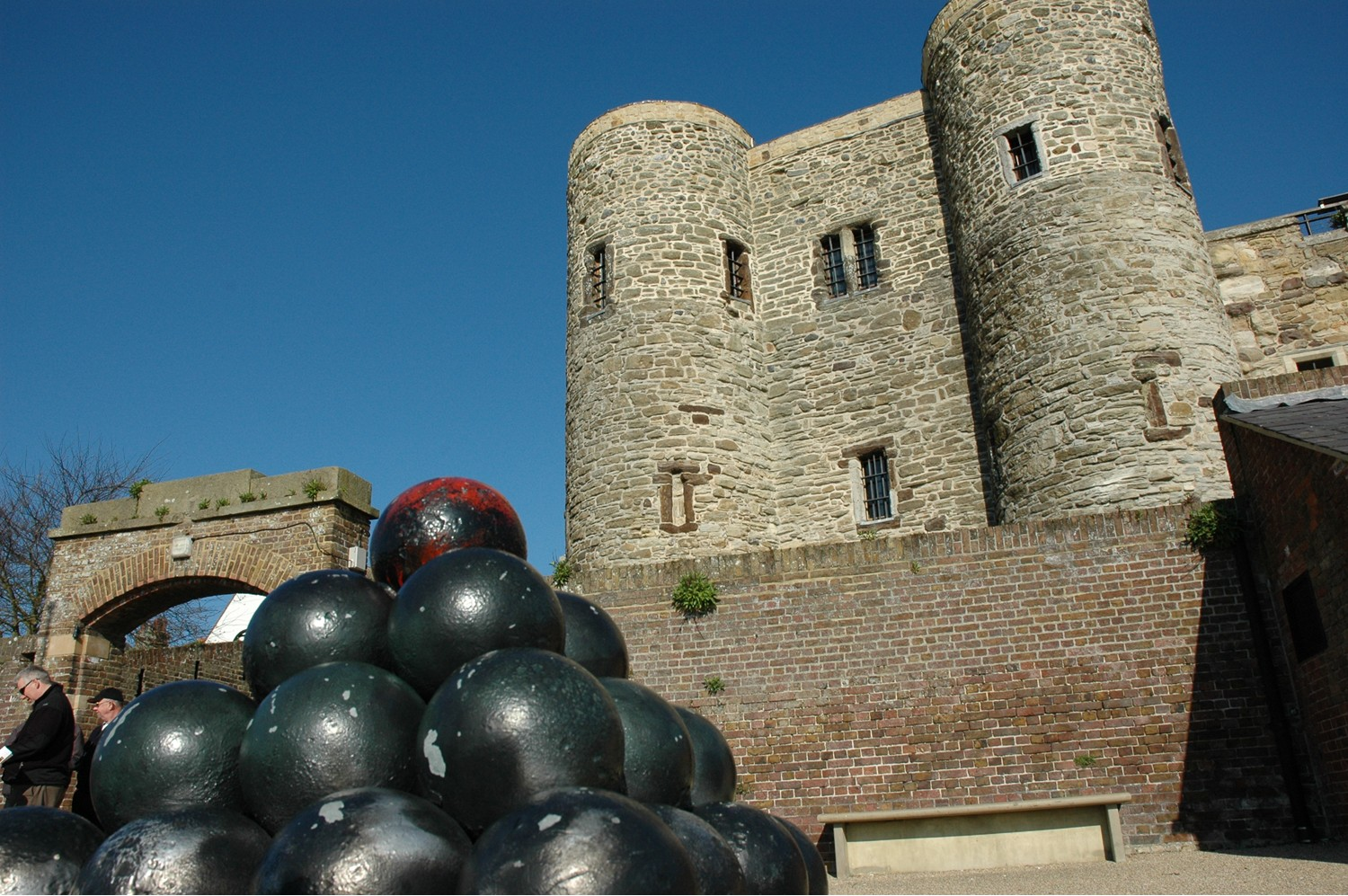
Zamek Rye

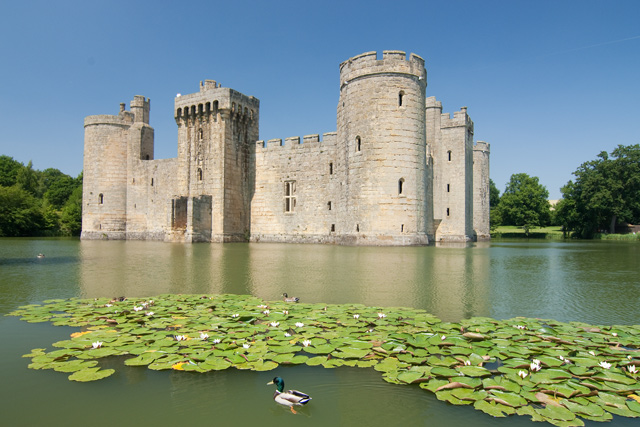
Zamek Bodiam

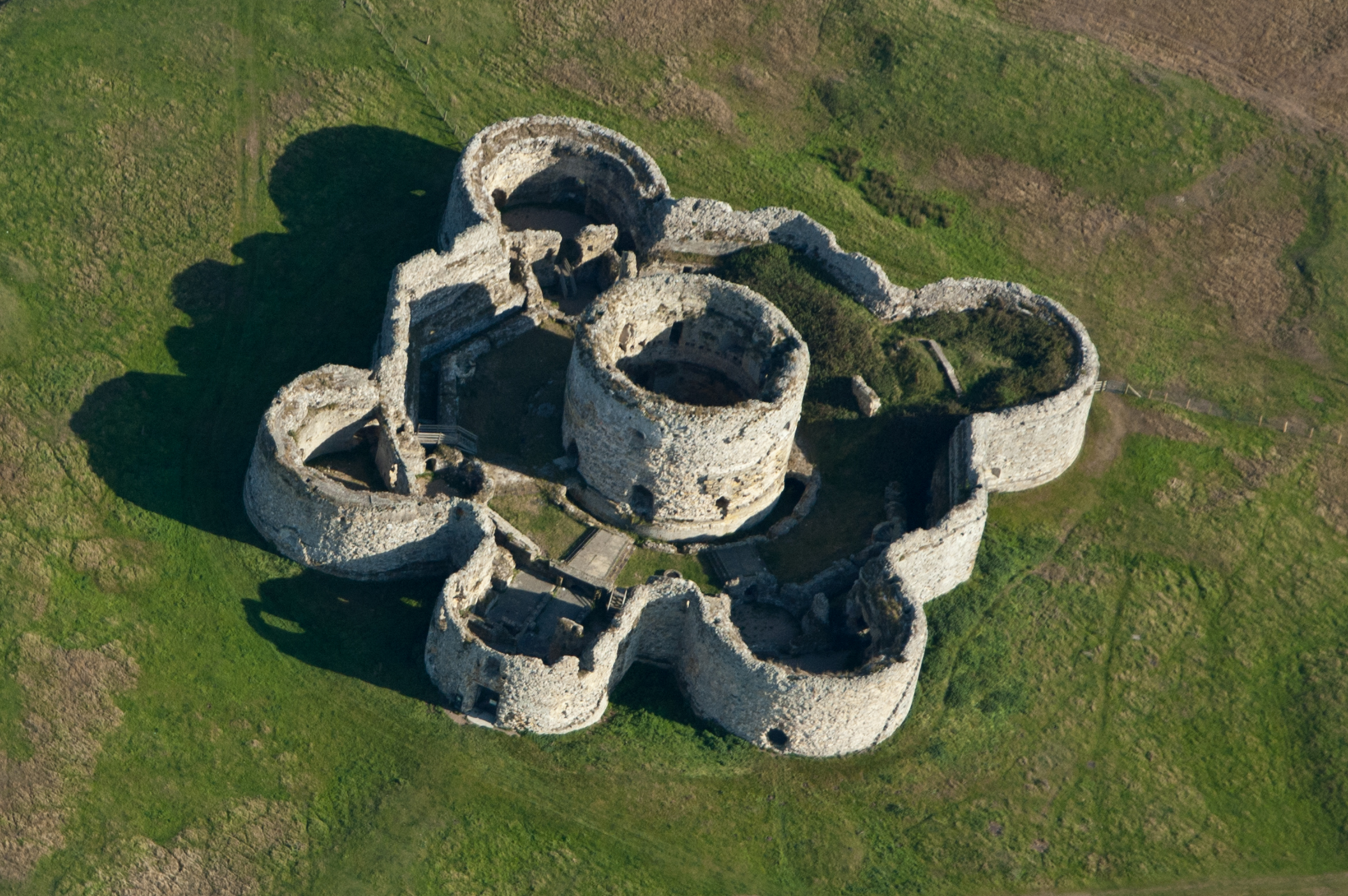
Zamek Camber

Rother – dystrykt w Anglii, we wschodniej części hrabstwa East Sussex. Centrum administracyjne dystryktu znajduje się w Bexhill.
Dystrykt ma powierzchnię 511,8 km², leży nad kanałem La Manche, od południa graniczy z Hastings, od zachodu z dystryktem Wealden w hrabstwie East Sussex, zaś od wschodu i północy z dystryktami Folkestone and Hythe, Ashford i Tunbridge Wells w hrabstwie Kent. Zamieszkuje go 90 588 osób.
Na terenie obecnego miasta Battle w dniu 14 października 1066 roku rozegrała się bitwa pod Hastings, pomiędzy inwazyjnymi wojskami Normanów Wilhelma Zdobywcy, a pospolitym ruszeniem anglosaskim króla Harolda II, wygrana przez wojska Wilhelma Zdobywcy. W okolicy miejsca śmierci Harolda II na którym wybudowano klasztor Battle Abbey (z którego obecnie pozostały jedynie ruiny pochodzące z przebudowy w XIII wieku) co roku odbywają się inscenizacje bitwy.
W miejscowości Rye znajduje się pochodzący z XIII wieku zamek Rye (zwany też Ypres Tower), w którym znajduje się muzeum, zaś  w niewielkiej odległości od tego miasta wybudowany na początku XVI wieku zamek Camber. Ponadto w miejscowości Bodiam znajduje się pochodzący z XIV wieku zamek Bodiam.
19 maja 1902 roku na terenie Bexhill odbył się pierwszy wyścig samochodowy w Wielkiej Brytanii (według niektórych źródeł pierwszy wyścig odbył się w Glasgow w 1901 roku).
W Bexhill  znajduje się jedna z największych galerii w południowo-wschodniej Anglii tj. De La Warr Pavilion.

## Podział administracyjny
Dystrykt obejmuje miasta Battle, Bexhill i Rye oraz  29 civil parish:
| - Ashburnham - Beckley - Bodiam - Brede - Brightling - Burwash - Camber - Catsfield - Crowhurst - Dallington - Etchingham - Ewhurst - Fairlight - Guestling - Hurst Green | - Icklesham - Iden - Mountfield - Northiam - Peasmarsh - Penhurst - Pett - Playden - Rye Foreign - Salehurst and Robertsbridge - Sedlescombe - Ticehurst - Udimore - Westfield - Whatlington |

Dystrykt dzieli się na 20 okręgów wyborczych:
| - Bexhill Central - Bexhill Collington - Bexhill Kewhurst - Bexhill Old Town - Bexhill Sackville - Bexhill Sidley - Bexhill St Marks - Bexhill St Michaels - Bexhill St Stephens - Battle Town | - Brede Valley - Crowhurst - Darwell - Eastern Rother - Ewhurst and Sedlescombe - Marsham - Rother Levels - Rye - Salehurst - Ticehurst and Etchingham |

## Demografia
W 2011 roku dystrykt Rother  miał 90 588 mieszkańców. Zgodnie ze spisem powszechnym z 2011 roku dystrykt zamieszkiwały 163 osoby urodzone w Polsce.
Podział mieszkańców według grup etnicznych na podstawie spisu powszechnego z 2011 roku:
| - Biali Brytyjczycy: 85 279 (94,1%) - Biali Irlandczycy: 596 (0,7%) - Irish Travellers: 134 (0,1%) - Pozostali biali: 1942 (2,1%) - Mieszani Karaibowie: 267 (0,3%) - Mieszani Afrykanie: 107 (0,1%) - Mieszani Azjaci: 405 (0,4%) - Pozostali mieszani: 252 (0,3%) - Hindusi: 276 (0,3%) | - Pakistańczycy: 16 (0,0%) - Banglijczycy: 109 (0,1%) - Chińczycy: 217 (0,2%) - Pozostali Azjaci: 485 (0,5%) - Czarni Afrykanie: 181 (0,2%) - Czarni Karaibowie: 76 (0,1%) - Pozostali czarni: 48 (0,1%) - Arabowie: 72 (0,1%) - Pozostałe grupy etniczne: 126 (0,1%) |

Podział mieszkańców według wyznania na podstawie spisu powszechnego z 2011 roku:
- Chrześcijaństwo –  64,8%
- Islam – 0,5%
- Hinduizm – 0,2%
- Judaizm – 0,2%
- Buddyzm – 0,3%
- Sikhizm – 0,0%
- Pozostałe religie – 0,6%
- Bez religii – 25,2%
- Nie podana religia – 8,2%

## Transport i komunikacja
Na terenie dystryktu znajdują się następujące stacje kolejowe:
| - Battle - Bexhill - Collington - Cooden Beach - Crowhurst - Doleham - Etchingham | - Normans Bay - Robertsbridge - Rye - Stonegate - Three Oaks - Winchelsea |

Ponadto między Bodiam a Tenterden w hrabstwie Kent  na trasie 16,8 km kursuje kolej wąskotorowa Kent and East Sussex Railway. Na terenie dystryktu Rother zatrzymuje się ona na następujących stacjach Northiam i Bodiam.
Przez dystrykt przechodzą drogi A21 łącząca Hastings z centrum Londynu oraz A259 biegnąca wzdłuż kanału La Manche łącząca Folkestone z Emsworth.

## Inne miejscowości
Beckley, Bodiam, Brede, Brightling, Burwash, Camber, Catsfield, Crowhurst, Dallington, East Guldeford, Etchingham, Ewhurst, Fairlight, Flimwell, Hurst Green, Icklesham, Iden, Mountfield, Northiam, Peasmarsh, Pett, Playden, Robertsbridge, Rye Foreign, Rye Harbour, Salehurst, Sedlescombe, Sidley, Ticehurst, Udimore, Westfield, Whatlington, Winchelsea.